# François Bouchet
François R. Bouchet é um astrônomo francês, especialista em cosmologia física, incluindo a formação de estruturas de grande escala e radiação cósmica de fundo. Serviu como elo de ligação do Institut d'astrophysique de Paris no projeto da sonda espacial Planck.

## Prêmios
- 2014 Grande Prêmio Científico Louis D.[1]